# Parema nigrobalteata
Parema nigrobalteata là một loài tò vò trong họ Ichneumonidae.